# David Kipiani
David Kipiani (en georgiano: დავით ყიფიანი; Tiflis, Unión Soviética, 18 de noviembre de 1951-17 de septiembre de 2001) fue un futbolista y entrenador soviético-georgiano. Jugaba como centrocampista en el Lokomotivi y el Dinamo Tbsili, equipo con el que ganó la Soviet Top Liga y la Recopa de Europa 1980-81. Reconocido como uno de los mejores futbolistas de Georgia, fue elegido Futbolista del año en la Unión Soviética en 1977 y galardonado con la Orden del Mérito de la FIFA en 2002.

## Carrera profesional

### Como jugador
Kipiani nació en Tiflis, capital de la República Socialista Soviética de Georgia. Comenzó su carrera profesional en el FC Lokomotivi Tbilisi en 1968 para ingresar un año después en el FC Dinamo Tbilisi.
Con el Dinamo logró sus mayores éxitos al proclamarse campeón de la liga soviética por segunda —y última— ocasión en la historia del club en 1978, de la Copa Soviética en dos ocasiones y nombrado mejor jugador soviético en 1977. En 1981 conquistó la Recopa de la UEFA al vencer en la final al FC Carl Zeiss Jena en el que es, hasta ahora, el mayor éxito del club en su historia.
Kipiani fue 19 veces internacional y conquistó una medalla de bronce en los Juegos Olímpicos de 1976 con la Unión Soviética, pero nunca fue convocado para disputar una Copa del Mundo de la FIFA. Una de sus mejores oportunidades fue en 1982, pero se perdió la Copa Mundial de España 1982 debido a una severa lesión. El 1 de septiembre de 1981 había sufrido una fractura de tibia y peroné por una entrada de Ángel en un partido contra el Real Madrid por un torneo amistoso; se resintió de la lesión durante un partido contra el Kuban Krasnodar en la cuarta jornada del campeonato soviético disputada el 26 de abril de 1982. El futbolista georgiano tuvo que retirarse por completo de la práctica del fútbol por esta lesión.

### Como entrenador
Después de su carrera como futbolista, Kipiani entrenó al FC Dinamo Tbilisi, FC Torpedo Kutaisi, Shinnik Yaroslavl, KV Mechelen, Olympiakos Nicosia y a la selección de Georgia. Durante su periodo como entrenador del FC Dinamo Tbilisi ganó seis títulos de liga y con el FC Torpedo Kutaisi dos.

## Muerte
David Kipiani falleció en Tbilisi, Georgia, a causa de las heridas sufridas en un accidente de coche en la carretera de Tserovani, a 30 kilómetros de la capital georgiana, el 17 de septiembre de 2001. Tenía 50 años de edad en el momento de su muerte y era seleccionador nacional. Se encuentra enterrado en el Panteón de Saturbalo en Tiflis. La Copa de Georgia y el estadio de la ciudad de Gurjaani llevan su nombre.

## Palmarés
- Soviet Top Liga: 1978
- Copa de la Unión Soviética: 1976, 1979
- Recopa de Europa: 1981
- Futbolista del año en la Unión Soviética: 1977
- Campeonato de Europa Sub-19 de la UEFA: 1976